# Kopeka (fleuve)
Le fleuve Kopeka  est un cours d'eau de l’Île Stewart/Rakiura, en Nouvelle-Zélande, dans le District de Southland, dans la région du Southland. 

## Géographie
Prenant naissance à l’est du Mont Allen (750 m), il s’écoule vers le sud-est dans l'océan Pacifique à l’ouest de la «baie de Toitoi».

## Affluents
le fleuve Kopeka a pour affluents :
- le Blaikies Creek (rg),
- le Bullers Creek (rd), avec un affluent :
  - le Duck Creek (rd),
- l'Arnetts Creek (rg),
- le Newton Creek (rd),

### Rang de Strahler
Donc son rang de Strahler est de trois.